# Любомудрівка
Любому́дрівка — село в Україні, у Борзнянській міській громаді Ніжинського району Чернігівської області.

## Історія
12 червня 2020 року, відповідно до розпорядження Кабінету Міністрів України № 730-р «Про визначення адміністративних центрів та затвердження територій територіальних громад Чернігівської області», село увійшло до складу Борзнянської міської громади.
19 липня 2020 року, в результаті адміністративно-територіальної реформи та ліквідації Борзнянського району, увійшло до складу Ніжинського району Чернігівської області.

## Населення

### Мова
Розподіл населення за рідною мовою за даними перепису 2001 року:
| Мова       | Кількість | Відсоток |
| ---------- | --------- | -------- |
| українська | 123       | 97.62%   |
| російська  | 3         | 2.38%    |
| Усього     | 126       | 100%     |

## Люди
- Проценко В'ячеслав Олександрович (народився 1953 в Любомудрівці) — український промисловець.
- Ткаченко Тетяна Іванівна (народилася у 1959 році в Любомудрівці) — відомий український науковець.